# Parafia Iberville
Parafia Iberville (ang. Iberville Parish, fr. Paroisse d’Iberville) – parafia cywilna w stanie Luizjana w Stanach Zjednoczonych. Obszar całkowity parafii obejmuje powierzchnię 652,86 mil2 (1 690,90 km²). Według danych z 2010 r. parafia miała 33 387 mieszkańców. Parafia powstała 10 kwietnia 1805 roku i nosi imię Pierrea Le Moyne d’Iberville – założyciela kolonii Luizjany i jej pierwszego gubernatora.

## Sąsiednie parafie
- Parafia West Baton Rouge (północ)
- Parafia East Baton Rouge (północny wschód)
- Parafia Ascension (wschód)
- Parafia Assumption (południowy wschód)
- Parafia Iberia (południe)
- Parafia St. Martin (zachód)
- Parafia Pointe Coupee (północny zachód)

## Miasta
- Maringouin
- Plaquemine
- St. Gabriel
- White Castle

## Wioski
- Grosse Tête
- Rosedale

## CDP
- Bayou Goula
- Crescent